# Libythea luzonica
Libythea luzonica är en fjärilsart som beskrevs av Semper 1889. Libythea luzonica ingår i släktet Libythea och familjen praktfjärilar. Inga underarter finns listade i Catalogue of Life.